# Yuknoom le Grand

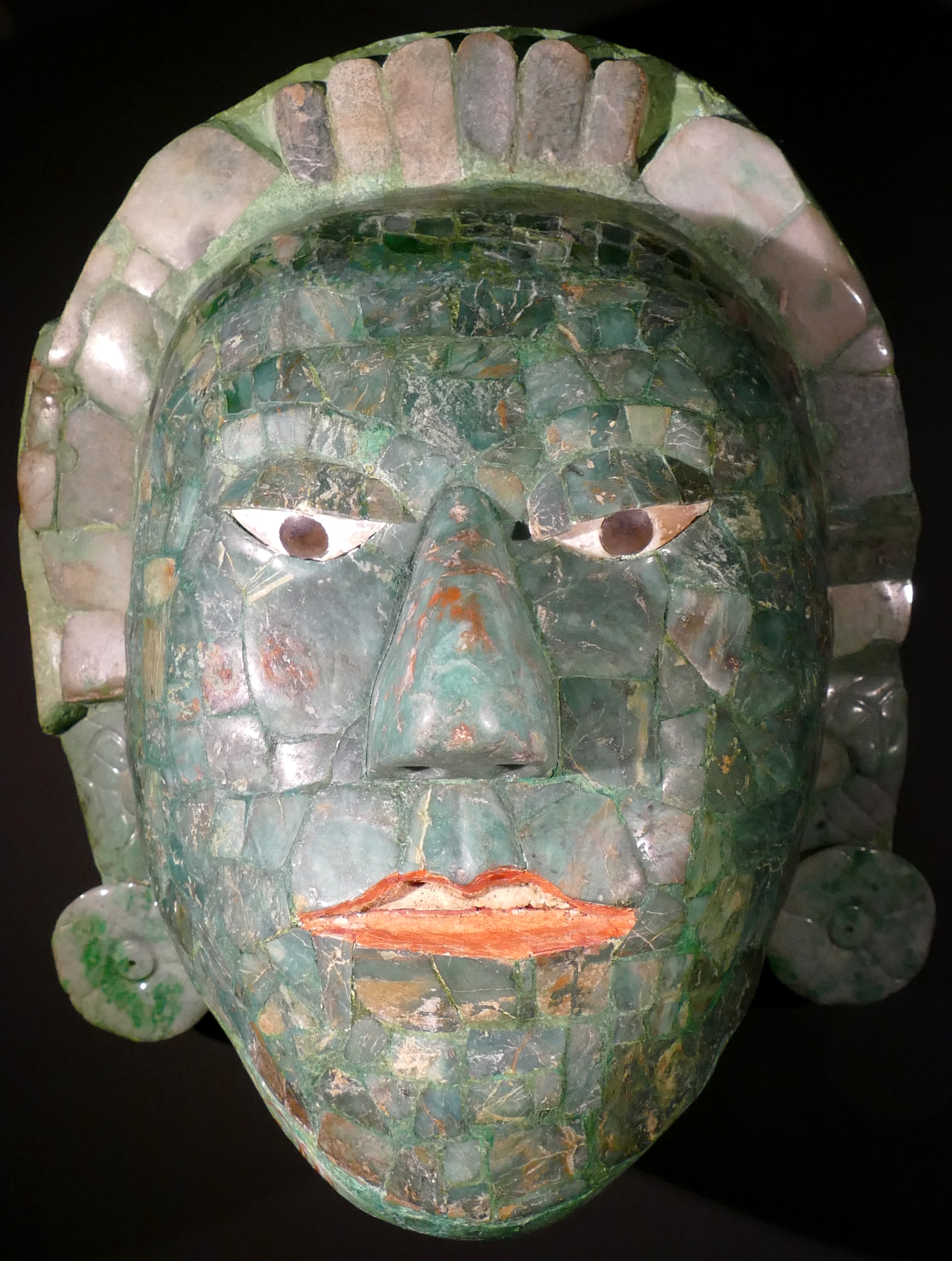
Masque funéraire de Yuknoom Ch'een II

Yuknoom le Grand est le nom sous lequel on connaît généralement Yuknoom Ch'een II, le souverain le plus puissant de la cité maya de Calakmul. Né en 600, il régna de 636 à 686. Calakmul, le royaume du Serpent (Kanaal en maya), qui disputait l'hégémonie sur les Basses Terres maya du sud à Tikal,  connut alors son apogée. Yuknoom le grand aurait supervisé le couronnement d'un enfant de 5 ans dans la cité voisine de Naranjo. Un tel évènement relaté sur une stèle 70 ans plus tard offre le premier exemple connu au Yucatan d'une spécialité méso-américaine : l'intronisation chaperonnée...